# Fighter / Gift
Singles de Mika Nakashima, Miliyah Katō
Boku ga Shinou to Omotta no Wa (Mika)/ Love / Affection (Miliyah)
(2013/2014)
Fighter / Gift est un single split de Mika Nakashima et Miliyah Katō sorti sous le label Sony Music Associated Records le 4 juin 2014 au Japon. Il sort en format CD et CD+DVD avec une édition "Mika" et une édition "Miliyah". Fighter a été utilisé comme thème pour la version japonaise du film The Amazing Spider-Man : Le Destin d'un Héros et la version remixée de la chanson a été utilisé comme chanson officielle pour la FIFA World Cup 2014. Il arrive 13e à l'Oricon. Il se vend à 7 357 exemplaires la première semaine et reste classé pendant 5 semaines pour un total de 10 158 exemplaires vendus.

## Liste des titres
| 1. | Fighter                                             |  |
| 2. | Fighter (Tachytelic World Cup Brazil 2014 Remix)    |  |
| 3. | Gift                                                |  |
| 4. | Fighter (Miliyah LESS) (seulement sur Mika édition) |  |
| 5. | Fighter (Mika LESS) (seulement sur Miliyah édition) |  |
| 6. | Fighter (Instrumental)                              |  |

| 1. | Fighter |  |
| 2. | Gift    |  |